# 1497
1497 (MCDXCVII) je bilo navadno leto, ki se je po julijanskem koledarju začelo na nedeljo.

## Dogodki
- 22. november - Vasco da Gama obpluje Rt dobrega upanja.

## Rojstva
- 16. februar - Philipp Melanchthon, nemški reformator, teolog, filozof († 1560)

## Smrti
Neznan datum
- Mamuk, kan Sibirskega in Kazanskega kanata (* ni znano)